# 나카가와 겐조
나카가와 겐조(일본어: 中川健藏, 1875년(메이지 8년) 7월 16일 ~ 1944년(쇼와 19년) 6월 26일)는 일본 제국의 관료이자 정치인이다. 남만주철도 주식회사 이사, 가가와·구마모토 현지사, 훗카이도 장관, 도쿄 부지사, 문부차관, 대만 총독, 귀족원 의원, 대일본항공 주식회사 총재 등을 역임하였다.